# Deutsche Sachversicherung
Die Deutsche Sachversicherung AG war ein Sachversicherungsunternehmen in Deutschland in der Zeit des Nationalsozialismus.

## Geschichte
Die Deutsche Arbeitsfront (DAF) hatte nach dem Verbot der freien Gewerkschaften eine Reihe von gewerkschaftseigenen Unternehmen übernommen. Im Versicherungsbereich waren dies die vor allem die Volksfürsorge, Deutscher Ring und Deutsche Leben. Dieser Zweig des Versicherungsgeschäftes wuchs überproportional. Ein Grund war die vom Regime geförderte Motorisierung, die ein starkes Wachstum der Kfz-Versicherungen bewirkte.
Am 15. Dezember 1936 wurden die drei Tochtergesellschaften der Versicherungsgesellschaften der DAF miteinander zur Deutsche Sachversicherung AG verschmolzen. Dies waren die „Volksfürsorge Allgemeine Versicherung“, der „Deutscher Ring Allgemeine Versicherung AG“ und die „Deutsche Feuerversicherung AG“. Mit der Fusion entstand ein Unternehmen mit etwa 450 Angestellten, das seine Policen über mehrere zehntausend nebenamtliche Außendienstmitarbeiter vertrieb. Die Prämieneinnahmen beliefen sich auf 12,2 Millionen RM im Jahr 1937. 1943 waren es 573 Angestellte, die einen Bestand von 1,5 Millionen Verträgen verwalteten.
Das Ende der Zeit des Nationalsozialismus bedeutete auch das Ende der Deutsche Sachversicherung AG. Nach dem Krieg wurde das Sachversicherungsgeschäft wieder getrennt betrieben, und es entstanden zuletzt die Volksfürsorge Deutsche Sachversicherung AG und Deutscher Ring Sachversicherung AG neu.